# Maria Bopp
Maria Bopp (São Paulo, 25 de junho de 1991) é uma atriz e roteirista brasileira.
Ela é sobrinha-neta do ator José de Abreu e sobrinha-bisneta do poeta Raul Bopp, que participou da Semana de Arte Moderna de 1922, ao lado de Tarsila do Amaral e Oswald de Andrade.

## Carreira

### Televisão
Sua estreia como atriz na televisão foi em 2011, na série Oscar Freire 279 (direção de Márcia Faria e roteiro de Antonia Pelegrino) exibida pelo canal Multishow, na qual fez o papel de Zazá, prima da protagonista Dora.
Bopp, no entanto, ficou mais conhecida internacionalmente após interpretar a personagem de Bruna Surfistinha (pseudônimo da empresária Raquel Pacheco) na série de televisão brasileira Me Chama de Bruna, desde 2016 até 2020 por quatro temporadas no canal Fox Premium.
Em 2018, passou meses em Buenos Aires gravando na primeira temporada de El host, série de comédia argentina de 13 capítulos, na qual obteve sucesso.

### Blogueirinha do Fim do Mundo
Em 2020, divulgou um vídeo com grande repercussão nas redes sociais no qual, a pretexto de fazer um tutorial de maquiagem, faz uma ácida crítica ao Governo Bolsonaro, à Operação Lava Jato (recebendo o apoio da ex-presidente Dilma Rousseff no Twitter) e a medidas autoritárias e machistas. Passou a ser conhecida também pelo nome que adotou neste vídeo de "Blogueirinha do Fim do Mundo". Em janeiro de 2020, a Blogueirinha ganhou um quadro no programa Saia Justa da GNT.

## Filmografia

### Televisão
| Ano  | Título                  | Personagem                         | Notas                                  |
| ---- | ----------------------- | ---------------------------------- | -------------------------------------- |
| 2011 | Oscar Freire 279        | Zazá                               |                                        |
| 2016 | Me Chama de Bruna       | Raquel Pacheco (Bruna Surfistinha) |                                        |
| 2018 | El host                 | Andy Ferrari                       |                                        |
| 2020 | Saia Justa              | Blogueirinha                       | Quadro: "Blogueirinha do Fim do Mundo" |
| 2022 | As Seguidoras           | Lidiane Assunção (Liv)             |                                        |
| 2022 | Jogos de Corrupção      | Amora Camargo                      | Episódio: "A Eleição"                  |
| 2023 | No Corre                | Raquel de Lima                     | Episódio: "Nóiz Por Nóiz"              |
| 2023 | No Corre                | Raquel de Lima                     | Episódio: "Entrega Misteriosa"         |
| 2023 | Novela                  | Grazieli Noronha (Grazi)           |                                        |
| 2024 | Vidas Bandidas          | Camila Bernardi (Mila)             |                                        |
| 2024 | Os Quatro da Candelária | Luna Baviera                       |                                        |

### Cinema
| Ano  | Título                                  | Personagem             | Notas          |
| ---- | --------------------------------------- | ---------------------- | -------------- |
| 2019 | Redoma                                  | Maria                  | Curta-metragem |
| 2023 | TPM! Meu Amor                           | Carol Ferreira         |                |
| 2024 | Turma da Mônica Jovem: Reflexos do Medo | Profª Ana Paula Santos |                |
| 2024 | Amigos sem Compromisso                  | Julia                  |                |
| 2024 | O Clube das Mulheres de Negócios        | Sobrinha de Zarife     | [ 23 ]         |
| 2025 | A Sogra Perfeita 2                      | Melanie                | [ 24 ]         |

## Prêmios e indicações
| Ano  | Prêmio                   | Categoria                      | Indicação                    | Resultado |
| ---- | ------------------------ | ------------------------------ | ---------------------------- | --------- |
| 2020 | Prêmio APCA de Televisão | Humor                          | Blogueirinha do Fim do Mundo | Indicada  |
| 2022 | SEC Awards               | Melhor Atriz em Série Nacional | As Seguidoras                | Indicada  |
| 2022 | MTV Millennial Awards    | Maratonei por Vc!              | As Seguidoras                | Indicado  |